# Etran Finatawa
Etran Finatawa (le stelle della tradizione) è un gruppo musicale del Niger. I musicisti provengono da due etnie nigerine diverse: i Tuareg e i Wodaabe.

## Storia del gruppo
La band è stata formata nel 2004 durante il Festival au désert vicino a Timbuctù. Essi sono il primo gruppo ad utilizzare le canzoni e la musica del popolo Wodaabe in un contesto moderno. Hanno iniziato come un gruppo di dieci musicisti che hanno voluto unire le due culture nomadi, come simbolo di pace. La band è composta da due musicisti tuareg e tre Wodaabe. La musica delle due tribù è molto diversa, ma il modo in cui è stata abbinata ha prodotto un suono potente e ipnotico e un nuovo stile musicale del Desert blues.
Le loro canzoni raccontano storie di vita nomade, di isolamento e di libertà, di disagio e povertà estrema, di un clima rigido, di belle donne e dei giorni felici, di feste e delle famiglie, delle stelle e le tempeste del deserto.

## Formazione
- Alhousseini Mohamed, chitarra
- Goumar Abdoul Jamil, basso
- Bammo Agonla, voce
- Bagui Bouga, voce

## Discografia
- 2006 – Introducing
- 2008 – Desert Crossroads
- 2010 – Tarkat Tajje / Let's go!
- 2013 – The Sahara Session

### Come artista ospite
- 2020 – Ecstasy , EP di Disclosure, nel brano Etran